# Camilla Johansson
Camilla Johansson (ur. 16 marca 1971) – praworęczna szwedzka curlerka. W curling zaczęła grać w 1983 a od 2001 należy do klubu CK Granit-Gävle. Swój kraj dwukrotnie reprezentowała na zawodach międzynarodowych. W październiku 2006 grając na 3. pozycji zajęła 4. miejsce na Mistrzostwach Europy Mikstów. Dwa miesiące później drużyna pod jej przewodnictwem zajęła 6. miejsce na Mistrzostwach Europy.
Johansson z Perem Noréenem reprezentowała Szwecję na Mistrzostwach Świata Par Mieszanych 2012 i 2014. Para zdobyła dwa srebrne medale. W finałach ulegała ekipom szwajcarskim, w 2012 6:7 Nadine Lehmann i Martinowi Riosowi, a w 2014 6:8 Michelle i Reto Gribim.

## Drużyna
Mistrzostwa Europy 2006
- Katarina Nyberg - trzecia, wiceskip
- Mio Hasselborg - druga
- Elisabeth Persson - otwierająca
- Linda Ohlson - rezerwowa